# Manabharana de Maya Rata
Mamabharana de Maya Rata fou rei de Maya Rata de vers el 1111 al 1130. Era fill de la princesa Mitta (germana de Vijayabahu I) i fou el pare de Parakramabahu I el Gran
A la mort de Vijayabahu I, la seva germana Mitta i els seus tres fills (Manabharana, Kirti Sirimegha i Sri Vallabha), d'acord amb Jaya Bahu (germà petit del difunt) es van apoderar del control del país i van proclamar rei a Jaya Bahu fou proclamat rei. El nou poder va confiscar tots els bens del rei difunt i els seus vehicles, elefants, etc. Jaya Bahu va enviar als tres fills de Mitta cap al sud amb un exèrcit. Vikramabahu, fill del rei difunt, que era rei a Ruhunu, va saber la notícia i es va preparar per la guerra i en sis successives batalles va derrotar les forces del rei Jaya Bahu i es va presentar a la capital del regne a la que va entrar i es va proclamar rei. Jaya Bahu va fugir al sud.
Manabharana i els seus dos germans mentre, havien aconseguit imposar el seu domini a Ruhunu i Maya Rata i es van repartir aquestes terres entre els tres: Manabharana es va quedar amb Maya Rata amb seu a Punkhagaraa; Kirti Sirimegha es va quedar el districte de Giruwapattu amb capital a Mahanagakula; i Sri Vallabha la regió d'Atthasahassa (korales d'Attakalan i Kolonna). Jaya Bahu, que havia fugit del nord, es va quedar residint amb Kirti Sirimegha.
Els tres germans van preparar una invasió del nord per apoderar-se de Pihiti Rata. Vikramabahu va avançar amb les seves forces contra ells per Maya Rata i va derrotar l'exèrcit conjunt dels tres a Bodhisena-pabbata; els tres germans es van refugiar al korale de Pasdun (Panca-yojana). Vikramabahu en el seu camí cap allí va rebre informació a Kelaniya de la invasió de l'illa per un exèrcit indi i va abandonar el sud als seus cosins i es va dirigir contra els invasors.
L'administració al sud no era bona; els tres germans no protegien la religió, cobraven impostos i taxes abusives. A Polonnaruwa, Vikramabahu no tenia el suport de la jerarquia religiosa que ja havia conspirat per fer-lo fora. Els monjos van abandonar la ciutat cap al sud i es van emportar la relíquia de la Dent de Buda i el bol d'almoines. Segons els Mahavansa la guerra fou constant entre els diversos reis i es van produir moltes destruccions; els habitants de Samantakuta (la regió a l'entorn del Pic d'Adam) i altres llocs, van refusar tot pagament de taxes i no reconeixien cap autoritat reial.
Ratanavali, germana de Vikramabahu i esposa de Manabharana va donar a llum (1123) a un fill anomenat Parakramabahu que segons una profecia dels bramans havia de créixer fins a esdevenir un guerrer capaç de conquerir l'Índia. Manabharana va morir uns anys després del naixement del seu fill i com a sobirà de Maya Rata el va succeir seu germà Kirti Sinmegha, que llavors va deixar els seus districtes de Ruhunu al seu germà Siri Vallabha d'Atthasahassa. La princesa Ratanavali va residir (amb les seues dues filles i el fill Parakramabahu) a Ruhunu amb Siri Vallabha.